# Monumenti di Verbania
Lista dei monumenti di Verbania, suddivisi per tipo e funzione.

## Ville e Palazzi

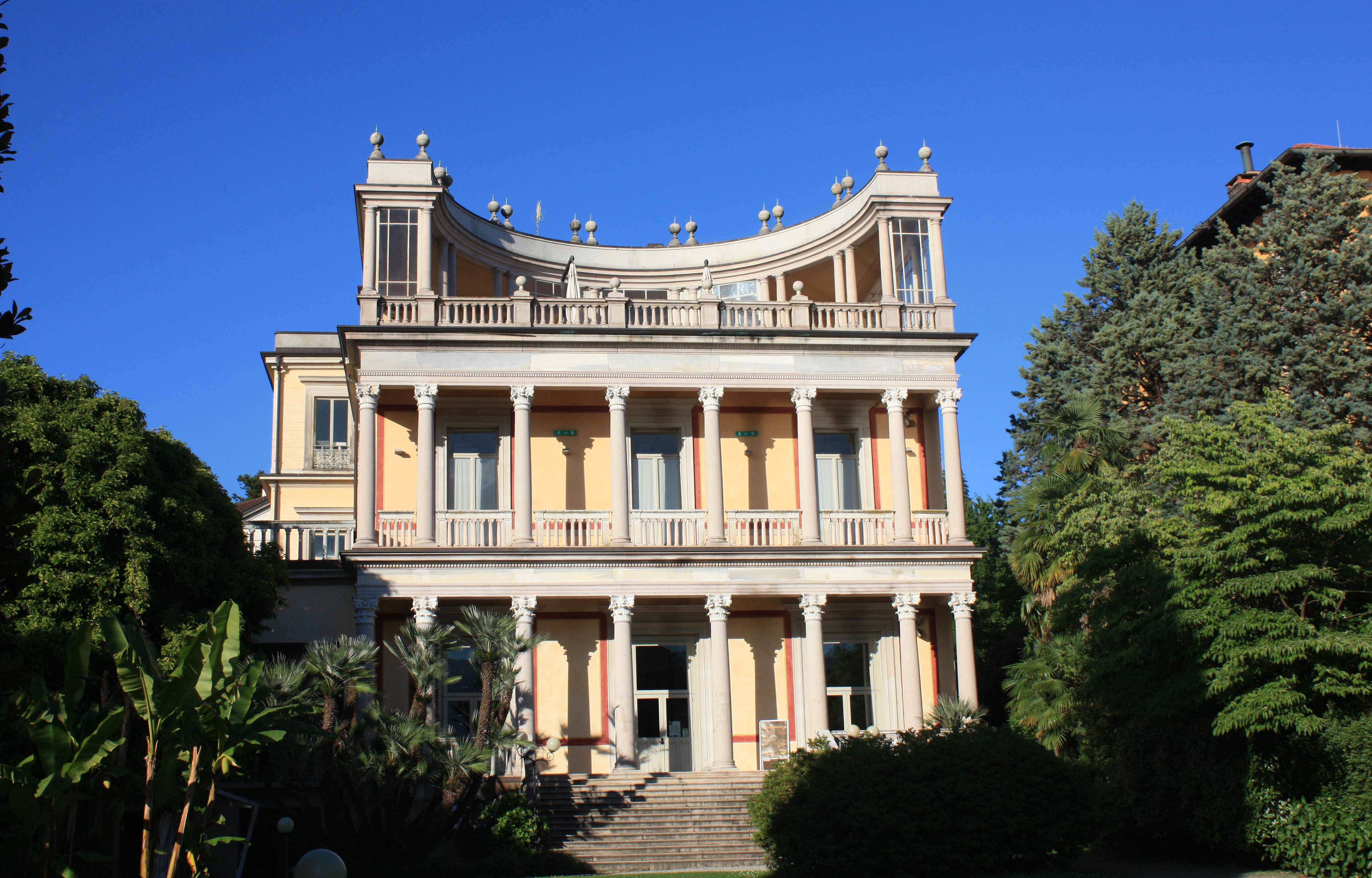
Villa Giulia a Verbania

- Palazzo Viani Dugnani
- Palazzo di Città
- Villa Giulia (Verbania)
- Villa Maioni
- Villa San Remigio
- Villa Rusconi-Clerici
- Istituto di ricerca sulle acque

## Architetture religiose
- Oratorio di San Remigio
- Chiesa di Madonna di Campagna
- Basilica di San Vittore
- Chiesa collegiata di San Leonardo

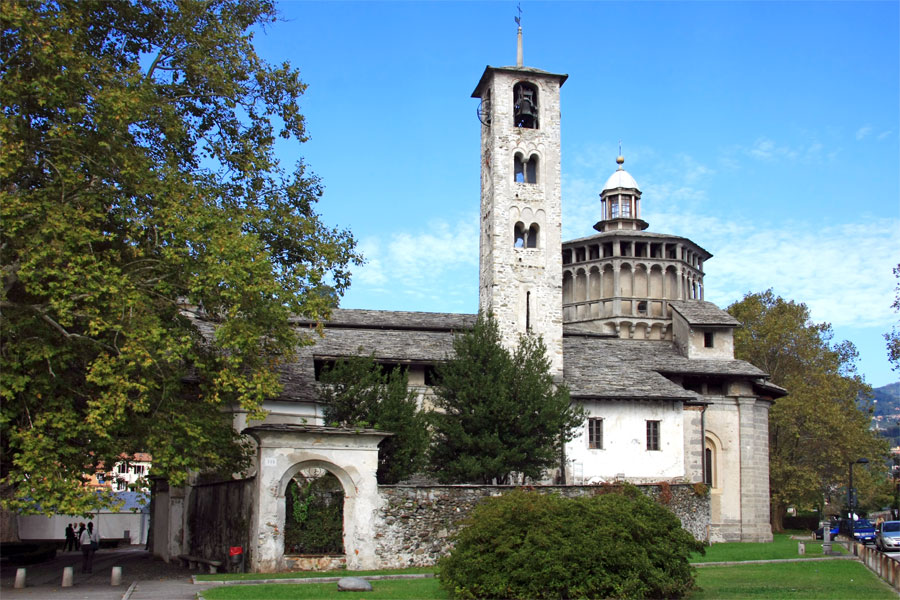
Chiesa di Madonna di Campagna

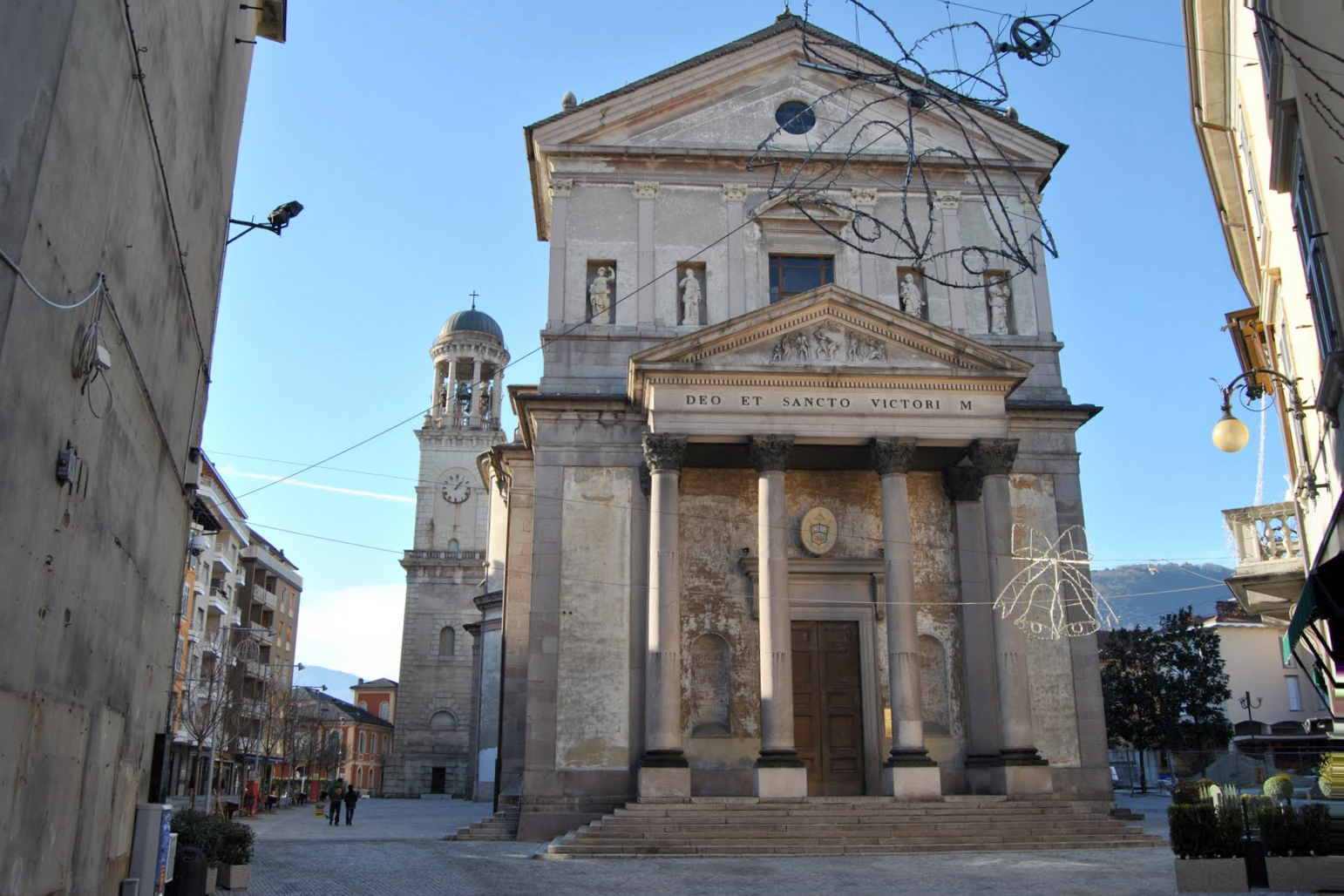
Chiesa di San Vittore

- Chiesa parrocchiale di Santo Stefano
- Oratorio dei SS. Fabiano e Sebastiano
- Chiesa di Santa Lucia
- Chiesa Evangelica Metodista
- Chiesa di San Sebastiano
- Chiesa di San Giuseppe [1]

## Musei
- Museo del Paesaggio
- Casa della Resistenza

## Statue e monumenti

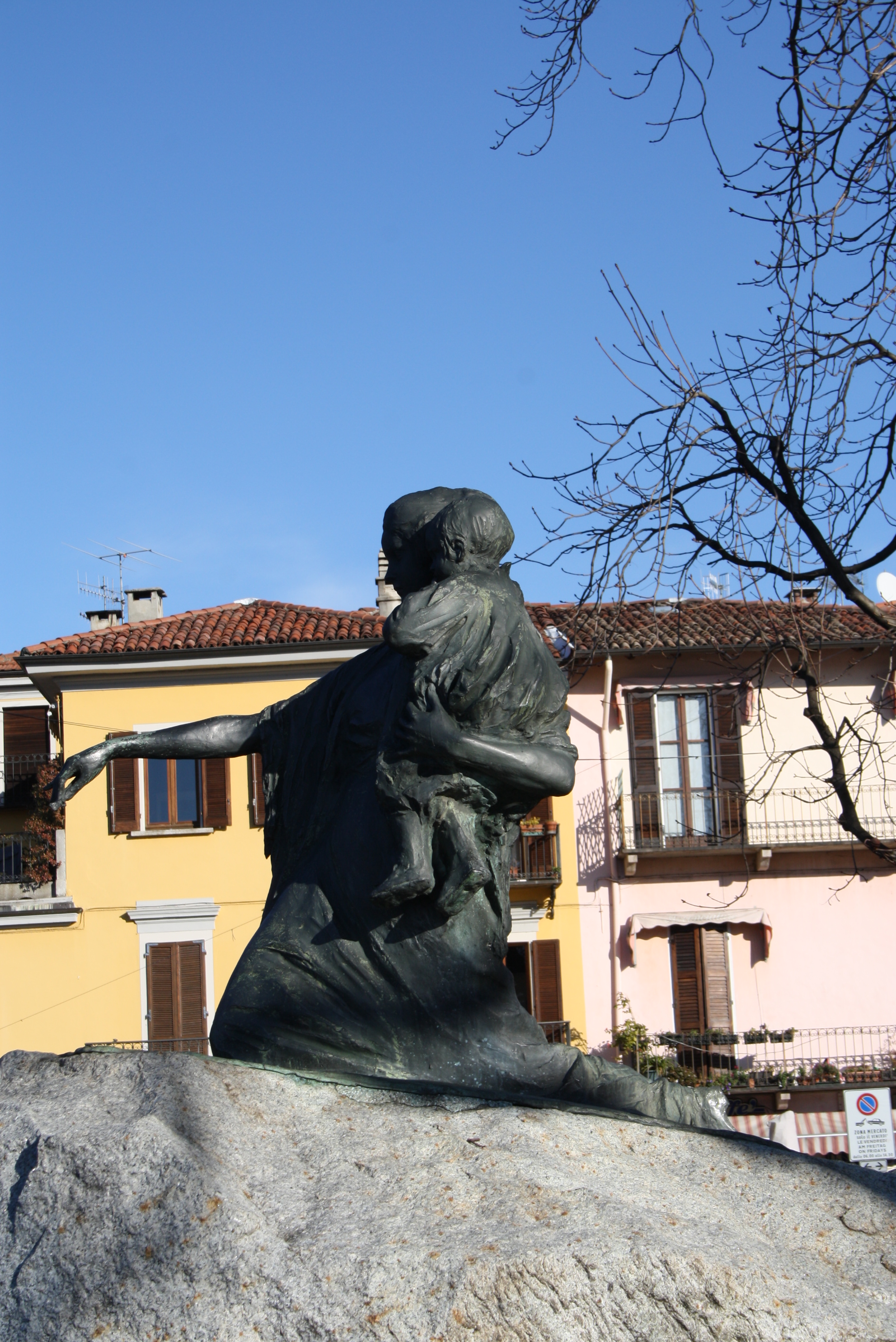
Monumento ai caduti (1922)

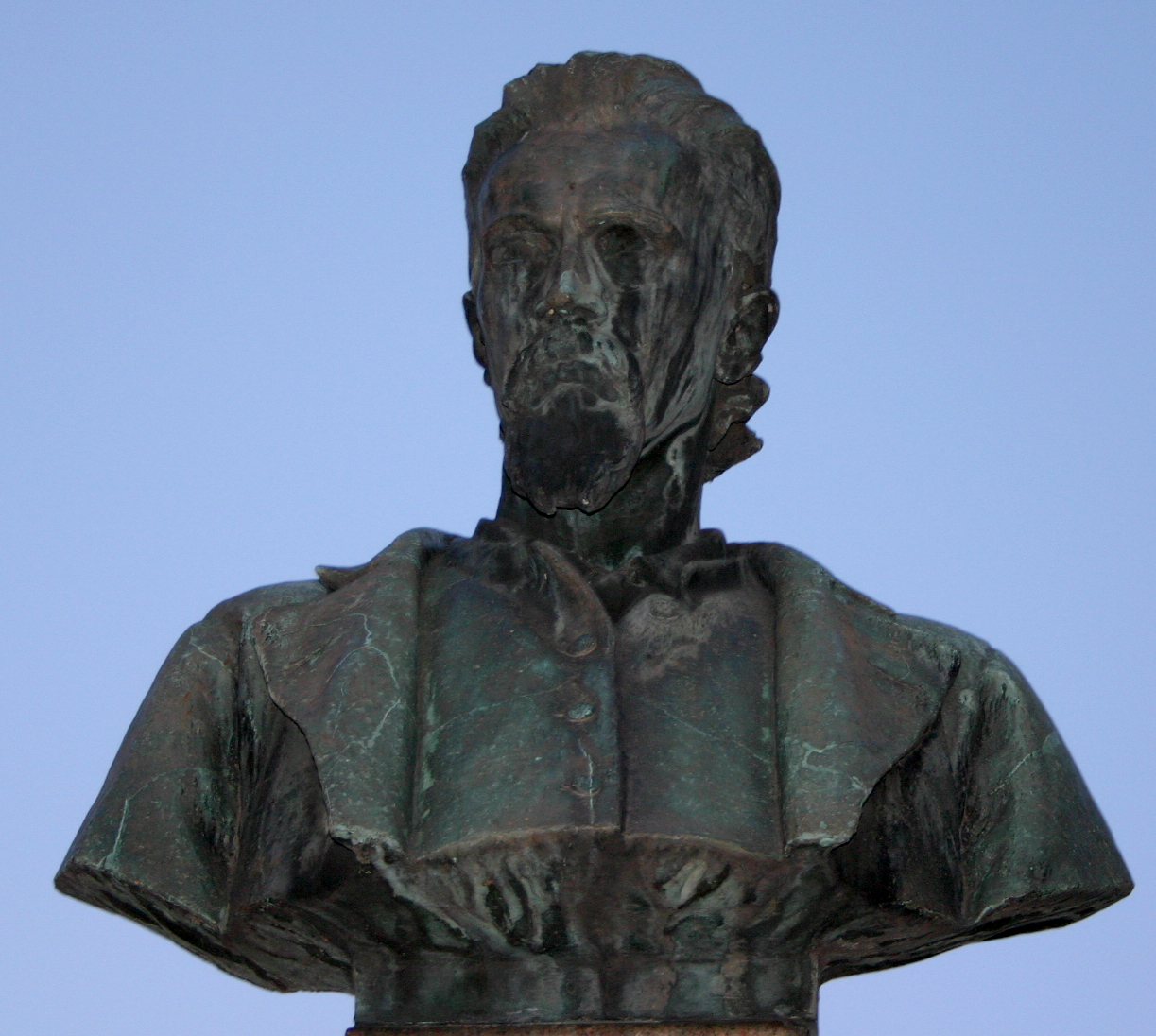
Monumento a Pietro Ceretti, Intra

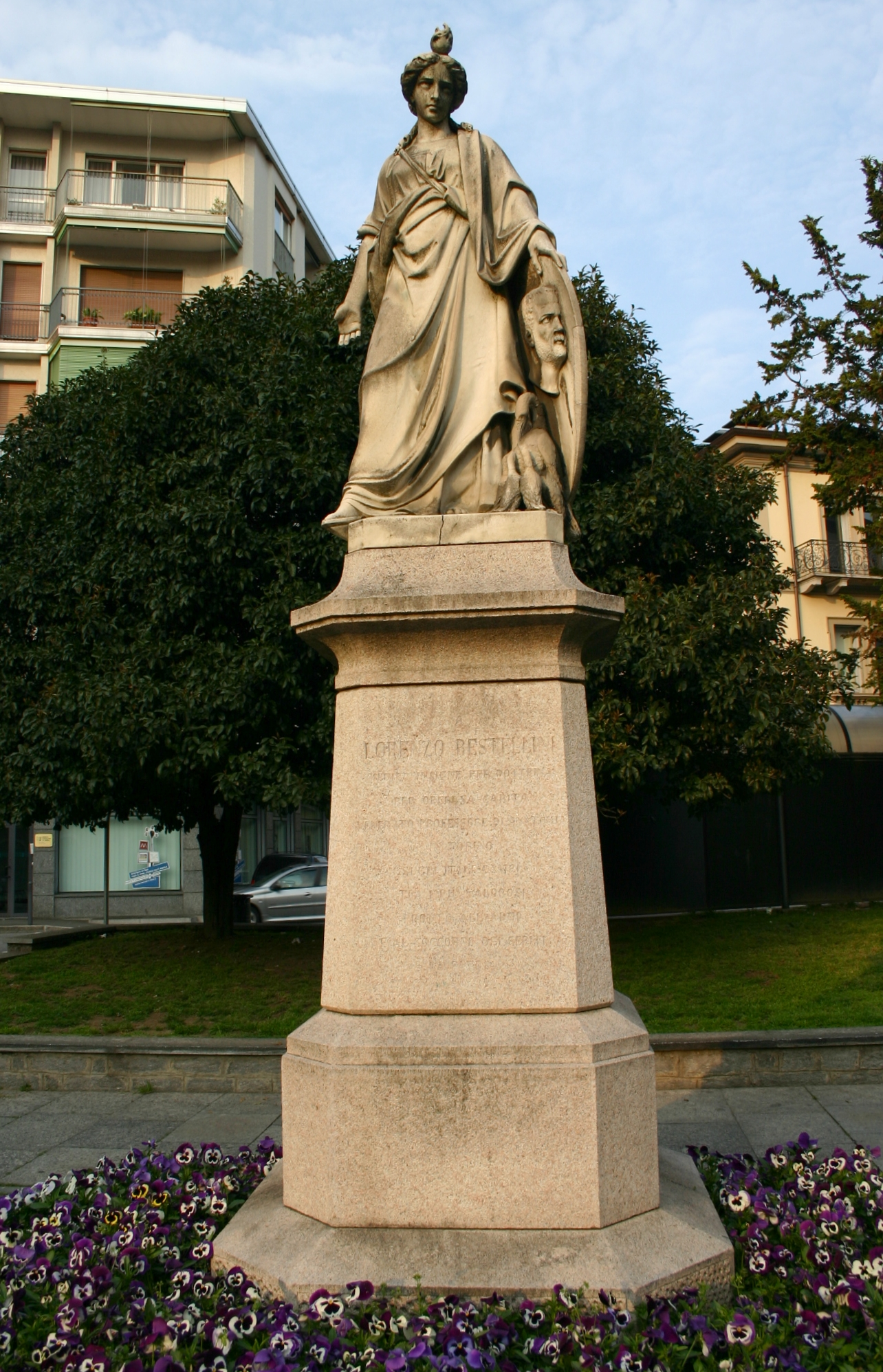
Monumento a Lorenzo Restellini (1820-1870)

- Monumento ai Caduti (Verbania-Pallanza) (di Paolo Troubetzkoy)
- Monumento ai Caduti (Verbania-Suna) (di Mario Tozzi)
- Monumento a Felice Cavallotti
- Mausoleo del generale Luigi Cadorna
- Monumento a Francesco Simonetta [2] (di Giulio Bergonzoli) [3]
- Monumento a Lorenzo Cobianchi [4]
- Monumento a Lorenzo Restellini [5]
- Monumento a Pietro Ceretti [6]
- Monumento a Vittorio Emanuele II di Savoia [7]
- Monumento agli Aviatori del Lago Maggiore [8]
- Monumento ai Caduti (Verbania-Intra) [9]
- Monumento ai Marinai del Verbano [10]
- Monumento ad Antonio Rossi [11]
- Monumento ai Caduti (Verbania-Trobaso)

## Teatri
- Il Maggiore
- Il Chiostro
- Auditorium Sant'Anna

## Impianti sportivi
- Stadio Carlo Pedroli
- PalaBattisti